# Sparwood
Sparwood est une municipalité de district située en Colombie-Britannique au Canada.

## Situation
Sparwood se trouve dans le district régional d'East Kootenay dans le sud-est de la Colombie-Britannique, à moins de vingt kilomètres de la province voisine d'Alberta et à une centaine de kilomètres des États-Unis. Il s'agit d'une municipalité montagneuse située dans les Rocheuses au bord des rivières Elk et Michel Creek.

## Climat
Sparwood connaît des hivers froids et très neigeux, avec des chûtes de neige atteignant en moyenne 50 cm en décembre et janvier. Les étés sont relativement doux.

## Démographie
| 2001  | 2006  | 2011  | 2016  |
| ----- | ----- | ----- | ----- |
| 3 812 | 3 618 | 3 667 | 3 784 |

## Histoire
La vallée de l'Elk est historiquement habitée par le peuple Kootenays. Les premiers Européens s'installent à Sparwood à la fin du XIXe siècle et au début du XXe siècle pour exploiter les ressources forestières et minières de la région.
En 1964, le gouvernement provincial propose aux populations des communautés minières voisines de Natal, Michel et Middletown de s'installer à Sparwood moyennant une compensation financière, afin de pouvoir améliorer la qualité de vie des habitants. Ces derniers approuvent largement ce projet en 1965, ce qui résulte en une forte augmentation de la population de Sparwood (qui est incorporé en 1966) et en l'abandon de Natal, Michel et Middletown, désormais des villes fantômes.

## Économie
Sparwood possède une industrie liée à l'exploitation de la houille.

## Transport
La municipalité accueil l'aéroport de Sparwood/Elk Valley et est desservie par les autoroutes provinciales 3 (qui traverse la quasi-totalité de la Colombie-Britannique d'est en ouest) et 43 (qui permet de rejoindre Elkford).